# 염기쌍

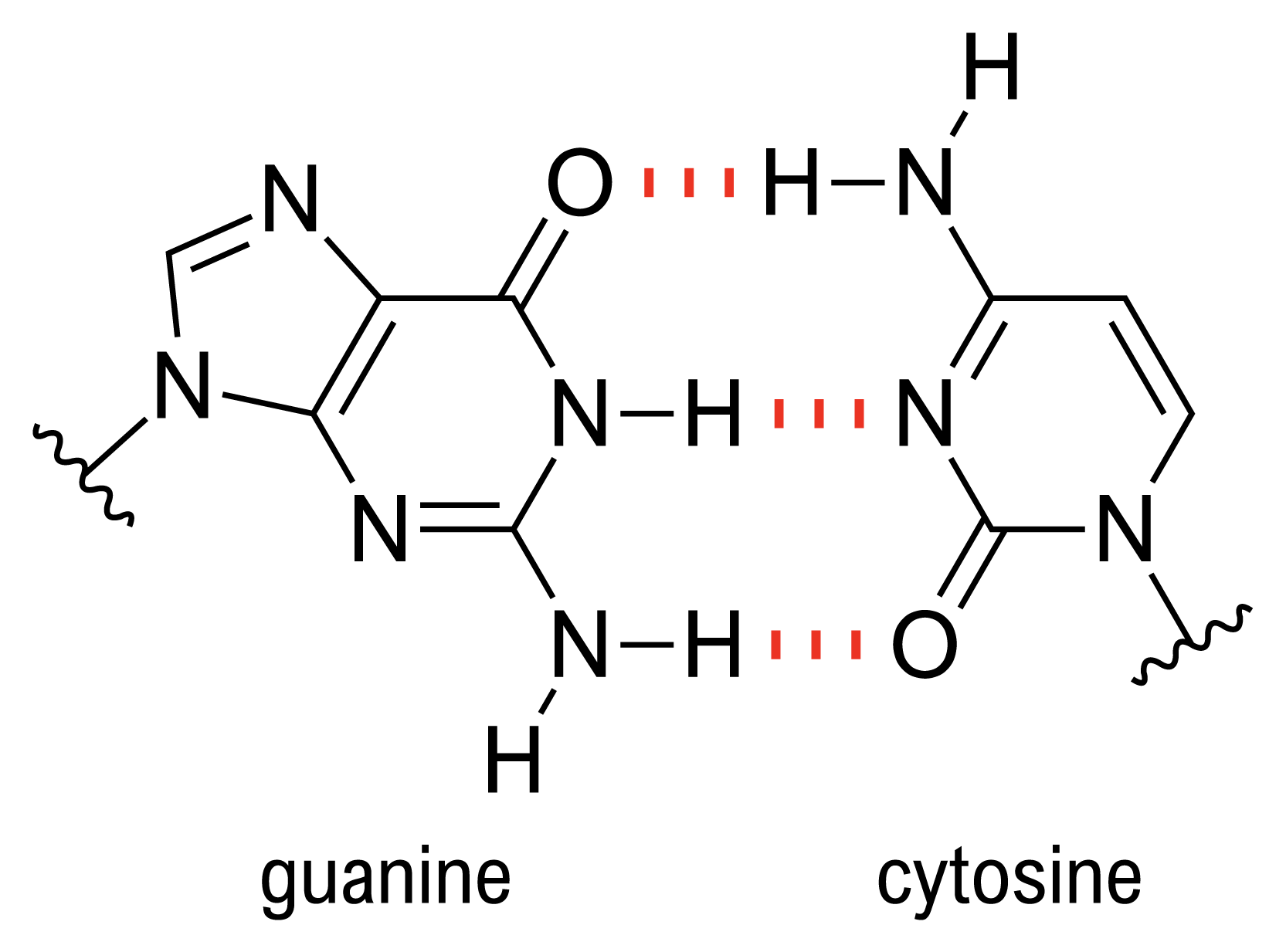
GC 염기쌍 (3중 수소결합)

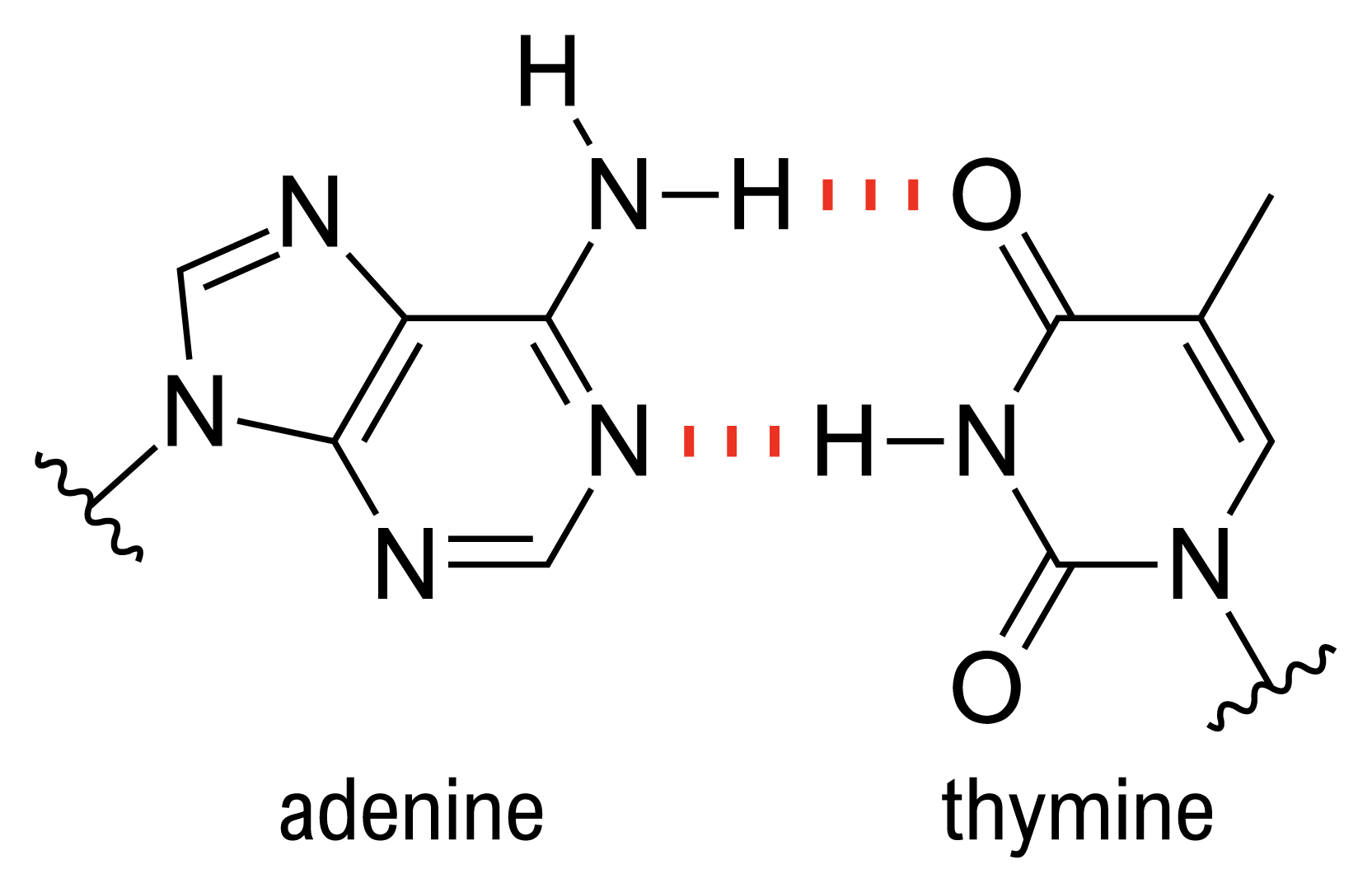
AT 염기쌍(2중 수소결합)

염기쌍(塩基雙, 영어: base pair)은 핵산을 이루고 있는 염기들 중에 수소 결합(hydrogen bond)이 가능한 두 염기들이 연결된 것을 가리킨다. 왓슨-크릭 염기쌍(Watson-Crick DNA 염기쌍)의 경우 아데닌(A)과 티민(T)의 쌍, 구아닌(G)과 사이토신(C)의 쌍이 있다. RNA의 경우 티민은 우라실(U)로 대체된다. 그외에 워블 염기쌍이나 후그스틴 염기쌍도 존재한다.

## 예
다음의 DNA 수열은 한 쌍의 겹가닥 패턴을 나타낸다.
염기쌍 DNA 서열:
ATCGATTGAGCTCTAGCG
TAGCTAACTCGAGATCGC
일치하는 RNA 서열. 여기서 티민이 우라실로 대체되는데, 우라실은 RNA 가닥에 놓인다:
AUCGAUUGAGCUCUAGCG
UAGCUAACUCGAGAUCGC

### 길이 측정
- bp = base pair(염기쌍)—1 bp는 약 3.4 Å과 맞먹는다.
- kb (= kbp) = kilo base pairs(킬로 염기쌍) = 1,000 bp
- Mb = mega base pairs(메가 염기쌍) = 1,000,000 bp
- Gb = giga base pairs(기가 염기쌍) = 1,000,000,000 bp.

## 같이 보기
- 유전체(게놈)
- 중심원리